# Skype for Business
Skype for Business (von 2010 bis 2015 Lync, auch Microsoft Lync) ist eine proprietäre Anwendung von Microsoft, die verschiedene Kommunikationsmedien (Real-time Collaboration, IP-Telefonie, Videokonferenz) in einer einheitlichen Anwendungsumgebung zusammenfasst (siehe auch Unified Communications). Zielgruppen von Skype for Business sind mittlere und große Unternehmen und mit der Einführung von Skype for Business Online auch kleinere Unternehmen und Organisationen.
Im September 2017 gab Microsoft bekannt, dass Skype for Business in Zukunft durch die Kommunikationsplattform Microsoft Teams ersetzt werden soll. Nach Bekanntgabe im Juli 2019 wurde Skype for Business Online am 31. Juli 2021 abgeschaltet.

## Skype for Business Online
Skype for Business Online konnte als eigenständiger Online-Dienst über Office 365 oder im Rahmen einer Office 365 Enterprise Suite erworben werden. Alle Dienste für Skype for Business Online wurden von Microsoft bereitgestellt. Microsoft bot zu Skype for Business Online verschiedene Optionen zur Bereitstellung an.

### Funktionen
Grundfunktionen von Skype for Business Online sind:
- Instant Messaging
- IP-Telefonie
- Videokonferenz
- Datei-Transfer durch TLS und SRTP
- Einbindung von Kontakten und Gruppen basierend auf dem Outlook-/Exchange-Adressbuch
- Einbindung von Kontaktlisten lokaler Verzeichnisdienste wie Microsoft Exchange Server
- Verwendung des Session Initiation Protocol (SIP) als Kommunikationsprotokoll für Verschlüsselung und Sicherheit

## Skype for Business Server
Skype for Business Server (früher Lync Communications Server und davor Microsoft Office Communications Server) ist eine Anwendung, die eine Anwendungsumgebung für Instant Messaging, Präsenz-, Konferenz- und Telefondienste (u. durch PSTN-Anbindung) sowie SIP-Trunking bereitstellt.

### Versionen
- 2002 – Real Time Conferencing Server (MS-RTC, Entwicklungsname des LCS)
- 2003 – Live Communications Server 2003
- 2005 – Live Communications Server 2005, codenamed Vienna
- 2006 – Live Communications Server 2005 with SP1
- 2007 – Office Communications Server 2007
- 2009 – Office Communications Server 2007 R2
- 2010 – Lync Server 2010
- 2012 – Lync Server 2013 (RTM 11. Oktober 2012)
- 2015 – Skype for Business Server 2015
- 2018 – Skype for Business Server 2019
- 2021 – Skype for Business Server Subscription Edition (SE) (Ankündigung)[8][9]

### Funktionen (Auswahl)
- Telepräsenz
- Instant Messaging
- IP-Telefonie
- Videokonferenz (HD- bis 1080p-Auflösung)
- Desktop-Sharing
- Das Übermitteln von Dateien (Filesharing)
- Integration von Exchange-Server- und SharePoint-Funktionen[10]

Eine komplette Funktionsübersicht bietet Microsoft TechNet an.

### Lync-Clientanwendungen
Desktop-Clientanwendungen für Skype for Business: (Windows und macOS)
- Lync Online
- Lync for Mac
- Communicator for Mac
- Online Meeting Add-in for Lync
- Lync Phone Edition (wird nicht mehr weiterentwickelt)
- Lync 2010 Attendant (wird nicht mehr weiterentwickelt)
- Lync Attendee
- Lync Web App
- Lync 2013
- Skype for Business (Bestandteil von Office 2016)

Skype for Business Clients für mobile Betriebssysteme gibt es für:
- Android
- iPad
- iPhone
- Symbian
- Windows Phone

## Schnittstellen und Protokolle
Skype for Business erhebt Präsenzinformationen über die Mitarbeiter des Betriebs, erstellt also Anwesenheitslisten und protokolliert die Kommunikation zwischen den Mitarbeitern und bei Videokonferenzen.
Die Server-Technologie ermöglicht die Wartung von Computern von einem entfernten Rechner aus. Für die Internettelefonie wird das Session Initiation Protocol (SIP) und als Ergänzung für Instant Messaging und Präsenzinformationen der Standard SIMPLE eingesetzt. Dateien überträgt das System über die Protokolle RTP und SRTP, Online-Konferenzen über das Persistent Shared Object Model (PSOM). Der Lync-Client nutzt für die Verbindung zum Webkomponentenserver HTTPS, um Adressbücher herunterzuladen und Verteilerlisten zu erweitern. Zu den standardmäßig unterstützten Kombinationen zählen die verschlüsselte Kommunikation mit SIP über TLS und SRTP sowie das unverschlüsselte SIP über TCP und RTP. Die Lync Server-Technologie bietet auch die Anbindung an Chat-Dienste anderer Hersteller wie AOL Instant Messenger, Yahoo Messenger und Google Talk an.
Die aktuelle Servervariante ist Skype for Business Server 2019. Skype for Business ist als Client in Office 2016, Office 2019 und Office 365 enthalten.

## Client-Plattformen
Skype for Business wird für Windows und macOS angeboten. Daneben gibt es Apps für Android, iOS, und Windows Phone. Durch das offene SIP-Protokoll ist es möglich, auch mit anderen Clients, wie etwa dem Microsoft Communicator auf Nokia-Smartphones (Symbian 3 seit Anna-Update), eine Verbindung mit Microsoft Lync Server herzustellen. Des Weiteren ist eine App für Windows 8 und Windows 10 im Windows Store erhältlich.